# Kneza Miloša (Bělehrad)
Kneza Miloša (v srbské cyrilici Кнеза Милоша) je ulice v srbské metropoli Bělehradu. Spojuje mimoúrovňovou křižovatku Mostar s náměstím Nikoly Pašiće v místní části Savski venac. Jedná se o rušnou silniční tepnu.

## Historie
Ulice nese název podle knížete Miloše Obrenoviće I. Ještě před rozšířením Bělehradu směrem na jih se zde nacházela tzv. Topčiderská silnice (srbsky Topčiderski drum). Svůj název má podle panovníka, který rozhodl o jejím zřízení. Stála zde jedna z prvních pošt v Srbsku a také jedna z prvních tramvajových tratí v metropoli. Nacházela se zde také i hospoda Tri lista duvana (Tři listy tabákovníku), kde byl v roce 1881 uskutečněn první telefonní hovor na území tehdejšího Srbska.
V meziválečném období se jmenovala Miloša Velikog a v části, směřující k budově parlamentu, resp. náměstí Nikoly Pašiće potom Kralja Ferdinanda. V této době po ní také jezdily tramvaje.
V roce 1999 byla ulice jedním z cílů bombardování sil NATO, vzhledem k velkému počtu vládních budov. Původně se v ulici kromě velvyslanectví jiných zemí nacházelo i velvyslanectví USA, nicméně po nepokojích v roce 2008 (poté co Spojené státy uznaly Kosovo za nezávislý stát) bylo rozhodnuto o přemístění ambasády do jiné lokality.

## Významné budovy
Některé obytné domy navrhl architekt Ratomir Bogojević.
- Kneza Miloša 14, administrativní budova, kterou projektoval Nikola Krasnov, ruský emigrant.[2]
- Budovy Generálního štábu a Ministerstva obrany
- Budova ministerstva zahraničí
- Palác Vlády
- Budova ministerstva financí
- Velvyslanectví Polska v Bělehradě
- Velvyslanectví Německa v Bělehradě
- Velvyslanectví Kanady v Bělehradě
- Velvyslanectví Myanmaru v Bělehradě
- Stankovićova hudební škola
- Italské kulturní centrum
- Radnice místní části Savski venac